# STS-85
STS-85は、複数の科学実験を行ったディスカバリーのミッションである。1997年8月7日にフロリダ州のケネディ宇宙センターから打ち上げられた。

## 乗組員
- 船長 - カーティス・ブラウン (4)
- 操縦手 - ケント・ロミンガー（英語版） (3)
- ミッションスペシャリスト1 - ジャン・デイビス（英語版） (3)
- ミッションスペシャリスト2 - スティーブン・ロビンソン（英語版） (1)
- ミッションスペシャリスト3 - ロバート・カービーム（英語版） (1)
- ペイロードスペシャリスト1 - ビオニ・トリグベイソン（英語版） (1)

当初、ジェフリー・アシュビーがこのミッションの操縦手を務める予定であったが、癌が末期であった妻の看病のために外れた。彼はケント・ロミンガーと交代し、STS-93で操縦手を務めた。

## ハイライト

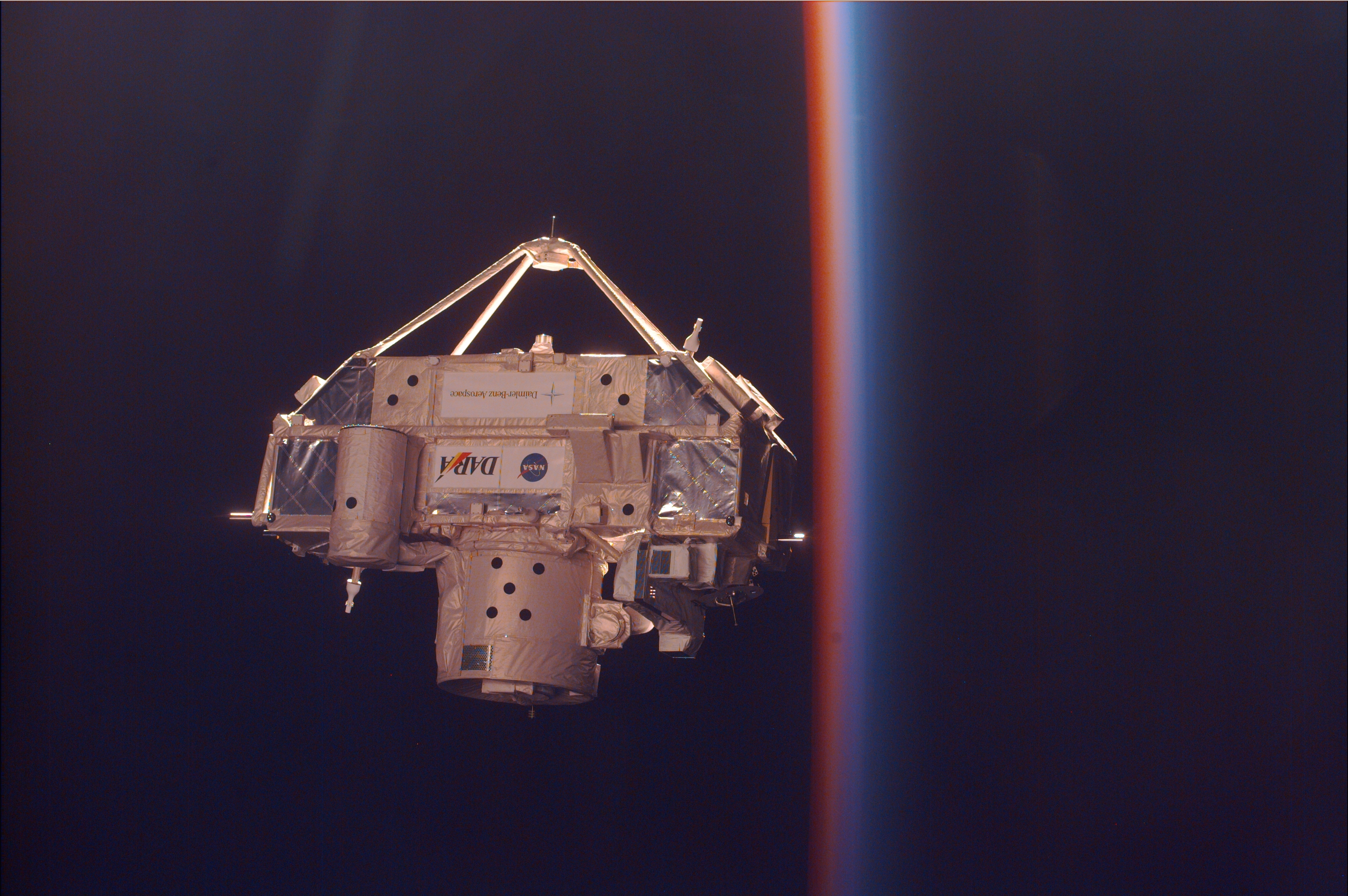
ロボットアームで捕獲される直前のCRISTA-SPAS

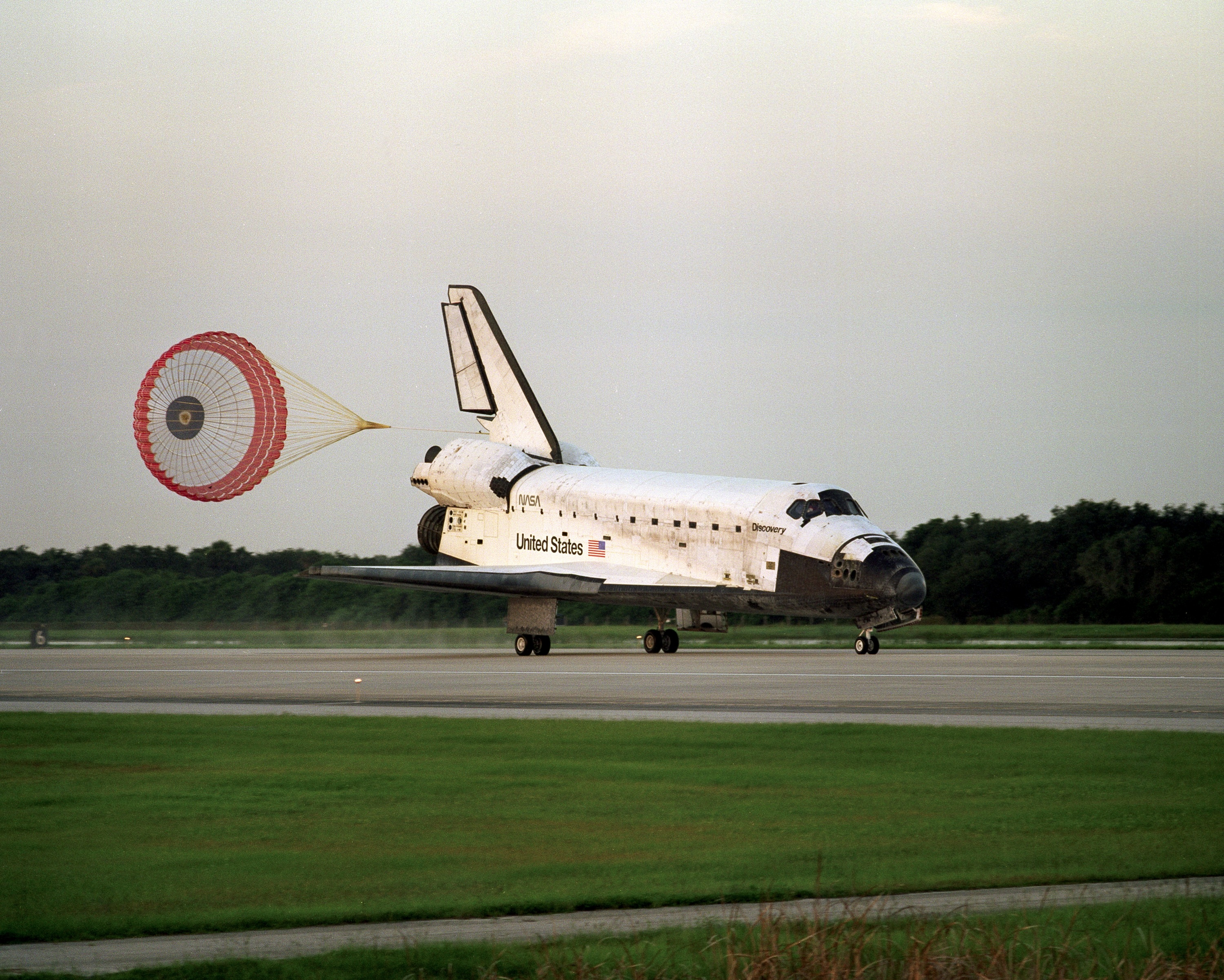
着陸

このミッションでは、地球の中層大気を観測する衛星が展開、回収され、また将来の国際宇宙ステーション(ISS)で用いられる可能性のあるハードウェアの試験が行われた。
この飛行の主要ペイロードはCryogenic Infrared Spectrometers and Telescopes for the Atmosphere-Shuttle Pallet Satellite-2 (CRISTA-SPAS-2)で、1994年のSTS-66に続き、スペースシャトルでの2度目の飛行となった。また、アメリカ航空宇宙局とドイツ航空宇宙センターの4度目の合同ミッションとなった。
飛行中、デイビスはディスカバリーのロボットアームを用いてCRISTA-SPASを展開し、約9日間自由飛行させた。CRISTA-SPASは、3つの望遠鏡と4つの分光計から構成され、地球の大気中層の痕跡ガスとダイナミクスを測定した。デイビスは、CRISTA-SPASの回収にもロボットアームを利用した。科学機器が搭載されたShuttle Pallet Satellite (SPAS)は自己充足型のプラットフォームで、自由飛行中、ディスカバリーに電力、コマンド、制御、通信を供給した。
乗組員は、日本の宇宙開発事業団のManipulator Flight Demonstration (MFD)実験の手助けも行った。MFDは、ペイロードベイの支持トラスでの3つの実験から構成される。主目的は、新しく設計された巧妙なロボットアームを、ISSのきぼうに実装される前に、宇宙環境で実証することであった。
ペイロードベイに収められたその他のペイロードには、Technology Applications and Science Payload (TAS-01)、International Extreme Ultraviolet Hitchhiker (IEH-02)、Ultraviolet Spectrograph Telescope for Astronomical Research (UVSTAR)があり、乗組員によってそれぞれ独立に運用された。
Microgravity Vibration Isolation Mount (MIM)実験は、カナダ宇宙庁の宇宙飛行士ビオニ・トリグベイソンによって行われた。MIM実験は、ロッカー2つ分のサイズの小さな装置で、スラスタの点火や乗組員の活動による擾乱を観測した。MIMは30時間の観測を行い、地上に向けてリアルタイムのデータを伝送した。
STS-85で行われたその他の実験には、サウスウェスト研究所とジェット推進研究所、APL、メリーランド大学が共同で行ったSouthwest Ultraviolet Imaging System (SWUIS-01)があった。広域紫外線撮影機SWUISは、ヘール・ボップ彗星の観測に用いられた。これは口径18cmのマクストフ望遠鏡とビデオレートのフレーム(30 Hz)を持つ紫外線XybionイメージCCDが基礎となっている。それぞれのSWUISの観測期間は約3時間で、最大7つのフィルター帯域で、約10万枚の画像を蓄積した。SWUISは、シャトルのミッドデッキの中で運用され、石英の窓を通してシャトルを観測した。SWUISは、彗星の中心線の周り4.5°の円錐内の方向を向くことができた。ミッションスペシャリストがこの機器の設定、運営を行った。
ミッション8日目、乗組員は、カナダの歌手Moxy Fruvousの歌う"You Will Go to the Moon"の曲で起床した。これは、カナダ人初の宇宙飛行士マーク・ガルノーが選んだものである。
着陸地点のケネディ宇宙センター周辺の霧のため、着陸は予定よりも1日遅れた。